# RV & AV Excelsior in het seizoen 1973/74
Het seizoen 1973/1974 was het 20e jaar in het bestaan van de Rotterdamse betaaldvoetbalclub Excelsior. De club kwam uit in de Nederlandse Eerste divisie en eindigde daarin op de eerste plaats, dit betekende dat de club rechtstreeks promoveerde naar de Eredivisie. Tevens deed de club mee aan het toernooi om de KNVB Beker, hierin werd in de derde ronde verloren van PSV (0–1).

## Wedstrijdstatistieken

### Eerste divisie
|       | SC Amersfoort | FC Den Bosch '67 | SC Cambuur | FC Dordrecht | Eindhoven | Fortuna | Fortuna SC | Heerenveen | Helmond Sport | Heracles | PEC Zwolle | SVV   | Veendam | Vitesse | Volendam | De Volewijckers | FC VVV | FC Wageningen | Willem II |
| ----- | ------------- | ---------------- | ---------- | ------------ | --------- | ------- | ---------- | ---------- | ------------- | -------- | ---------- | ----- | ------- | ------- | -------- | --------------- | ------ | ------------- | --------- |
| Thuis | 2 – 0         | 0 – 0            | 1 – 1      | 2 – 2        | 2 – 0     | 0 – 1   | 1 – 0      | 2 – 0      | 4 – 1         | 1 – 1    | 4 – 3      | 4 – 1 | 2 – 0   | 5 – 1   | 2 – 0    | 4 – 0           | 2 – 0  | 2 – 1         | 2 – 0     |
| Uit   | 0 – 3         | 1 – 5            | 1 – 0      | 3 – 1        | 1 – 1     | 0 – 1   | 0 – 0      | 0 – 1      | 1 – 1         | 1 – 2    | 2 – 0      | 2 – 1 | 4 – 5   | 1 – 0   | 1 – 2    | 1 – 1           | 1 – 1  | 2 – 0         | 1 – 1     |

### KNVB beker
| 1e ronde                                      | Excelsior                                                        | 1 – 0 (0 – 0)                      | Eindhoven                 |
| 26 augustus 1973 Plaats: Rotterdam Woudestein | Frans van der Heide 47'                                          |                                    |                           |
| 2e ronde                                      | Excelsior                                                        | 3 – 1 (1 – 1, 1 – 1) Na verlenging | TOP                       |
| 11 november 1973 Plaats: Rotterdam Woudestein | Gerrit van Uden 41' (e.d.) Hans Bassant 93' Sjaak Roggeveen 119' |                                    | 39' Hans van Roosmalen    |
| 3e ronde                                      | Excelsior                                                        | 0 – 1 (0 – 0)                      | PSV                       |
| 24 februari 1974 Plaats: Rotterdam Woudestein |                                                                  |                                    | 75' Willy van der Kuijlen |

## Statistieken Excelsior 1973/1974

### Eindstand Excelsior in de Nederlandse Eerste divisie 1973 / 1974
| Stand | Gespeeld | Gewonnen | Gelijk | Verloren | Punten | Doelpunten voor | Doelpunten tegen |
| ----- | -------- | -------- | ------ | -------- | ------ | --------------- | ---------------- |
| 1e    | 38       | 21       | 10     | 7        | 52     | 68              | 35               |

### Topscorers
| #                 | Naam                | Goal |
| ----------------- | ------------------- | ---- |
| 1.                | Hans Bassant        | 17   |
| 2.                | Sjaak Roggeveen     | 16   |
| 3.                | Frans van der Heide | 13   |
| 4.                | Gerrit den Butter   | 7    |
| 5.                | Aad den Butter      | 4    |
| 5.                | Thijs Kwakkernaat   | 4    |
| 7.                | John van Diggele    | 2    |
| 7.                | Bertram Tabbernee   | 2    |
| 9.                | Jaap van den Berg   | 1    |
| 9.                | Wim Bron            | 1    |
| Onbekend doelpunt |                     |      |
| –                 | Onbekend            | 1    |
| Totaal            | Totaal              | 68   |

| #              | Naam                  | Goal |
| -------------- | --------------------- | ---- |
| 1.             | Hans Bassant          | 1    |
| 1.             | Frans van der Heide   | 1    |
| 1.             | Sjaak Roggeveen       | 1    |
| Eigen doelpunt |                       |      |
| –              | Gerrit van Uden (TOP) | 1    |
| Totaal         | Totaal                | 4    |